# 銭村健一郎
銭村 健一郎（ぜにむら けんいちろう、1900年1月25日 - 1968年11月13日）は、広島県出身の野球選手、指導者。アメリカでは「Kenichi Zenimura（ケンイチ・ゼニムラ）」の名で知られている。このことから、日本の一部資料では「銭村健一」表記を用いている場合もある。
日系アメリカ人野球界では"日系人野球の父"といわれている人物。広島カープに入団した銭村健三・銭村健四の実父として著名。
ショート・セカンド・ピッチャー・キャッチャーとしてプレーしていた記録が残り、若い頃から監督・コーチを務めた。例えば、1927年フレスノ野球団として来日した際には1番ショートして、1927年対大リーグ選抜戦ではピッチャーとしてベーブ・ルースと対戦した。

## 来歴

### 家族
1900年、広島市で生まれる。現在の中区竹屋町で生誕したとする文献もあるが、2018年の西本恵の著書『日本野球をつくった男――石本秀一伝』では、銭村は石本秀一と同じ町内の段原（現在の南区段原）の出身で、石本とは広島商業が1931年夏にアメリカ遠征した時、8月9日にカリフォルニア州メリスビルで、フレスノ野球団の一番打者として監督の石本と対戦経験があるという。石本も満州に渡ったことがあり、また移民という共通点でいえば、北海道北広島市の創始者・和田郁次郎も同じ段原の出身。
両親にとっては健一郎は一人息子であった。1907年、7歳の時、母・ワカに伴われ父・政吉が先に移民として行っていたハワイ準州（Territory of Hawaii）ホノルルへ移住する。1915年ミルズ高校（現ミッド・パシフィック・インスティチュート）で野球を始め、1918年まで在籍。両親は健一郎に野球をやらせないよう画策したが、健一郎は両親に隠れてプレーしていたという。キャプテンだった最上級生時には、ミルズ高校史上唯一のハワイ全島チャンピオンとなっている。
卒業後、両親の手伝いをしながら母校のコーチなどをしていたが1920年、アメリカ本土でのプレーを夢見て親戚を頼り、カリフォルニア州フレズノに移り住む。フレズノではまず広島から移民してきた人物が経営していた車の修理工場で働く。その経営者の長女・キヨコが、銭村の妻となった。日本移民向けの小さなレストランでのアルバイトをしながら、のち長男銭村健次・次男銭村健三・三男銭村健四と3人の息子をもうけた。健一郎自身が"一郎"なので、長男に"健次"、二男に"健三"、三男に"健四"とつけた。
仕事が終わり夕方になると2世の連中を集めて、野球また野球の生活に明け暮れた。Fresno Nisei baseball team（フレズノ日系2世野球チーム）を創設、最終的には10チームによるカリフォルニア日系2世リーグを設立した。当時銭村は監督兼遊撃手を務めた。妻・キヨコの証言によると、仕事から帰るとすぐグラウンドに向かっていた、キヨコがユニフォームを洗おうとすると「今勝っとるけん、ジンクスを落とすな」と験担ぎをしていた、という。

### フレスノ野球団
当時、アメリカの日系チームは日本へ、逆に日本の大学や実業団チームがアメリカへ、と交流を続けていた。銭村はフレズノで選手を選抜しFresno  Athletic Club（フレスノ野球団とも）を創設し、1924年・1927年・1937年の3度にわたり日本・朝鮮・満州へ遠征した。1927年には、神宮球場における対慶應戦をはじめ、全国を転戦し、44戦して35勝8敗1引き分けの好成績で帰米するなど、実力は宮武三郎、山下実など日本を代表する強打者を揃えた慶應、松木謙治郎らを擁する明治を上回るレベルであった。なおこの遠征の中で、健一郎は1番ショートとしてほぼ全試合に出場し、当時明治にいた従兄弟・銭村辰巳とも対戦している。慶大腰本寿監督が銭村のプレーについてコメントしている。
1927年日米野球にニグロリーグ選抜「the Philadelphia Royal Giants（フィラデルフィア・ロイヤルジャイアンツ）」を送りだしたのは銭村達日系人の尽力によるものである。日米野球では、それ以前は大リーグ選抜が来日していたが、1922年に行われた17戦のうち第7戦対慶應連合のみ負けてしまった(3-9)ことが発端となり、しばらく大リーグ選抜は来日を止めてしまった。そこで銭村たちは代わりにニグロリーグのチーム派遣を仲介し実現させた。
また、1927年10月フレスノ野球団は当時全米各地で地方巡業を行っていた大リーグ選抜とも対戦しており、現在も残る銭村達日系人とベーブ・ルースとルー・ゲーリッグがユニフォーム姿で一緒に写っている写真はこの時のものである。銭村は投手としても、超スローボールを駆使してルースと対戦した。ヒットを打った銭村、一塁では大胆にリードをとり牽制球を何度も交わした。大リーグ選抜の一塁手はルース、2度目の牽制球の時に銭村はそのルースの股の間をすり抜けてベースにタッチしセーフとなった。ルースは怒鳴った。
このことはフレズノで語りぐさとなっている。その試合の記念写真は日本にも送られ、その裏書きには「ルースが日本遠征に興味を示している」と記した。そうして銭村は後の日米野球での大リーグ選抜再来日交渉の仲介役の1人となった。
1930年代になってもフレスノ野球団は強力で、スタンフォード、UCLA、南カリフォルニア大学などの大学チームには全くひけをとらず、マイナーリーグベースボールAAA級のパシフィックコーストリーグ所属チームに対しても対等の戦いに挑んだ。また、白人のセミプロリーグであるフレズノ・トワイライト・リーグでもプレーしている。
この1920年代から30年代にかけて日系人野球が盛んになり、カリフォルニアの他にもシアトルやコロラドなど各地で野球チームが作られていった。この流れでフレズノに2つの野球場「ジャパニーズ・ボールパーク」を仲間たちと共に作っている。またニグロリーグとも交流を続け、試合をしている。

### 黄禍と大戦

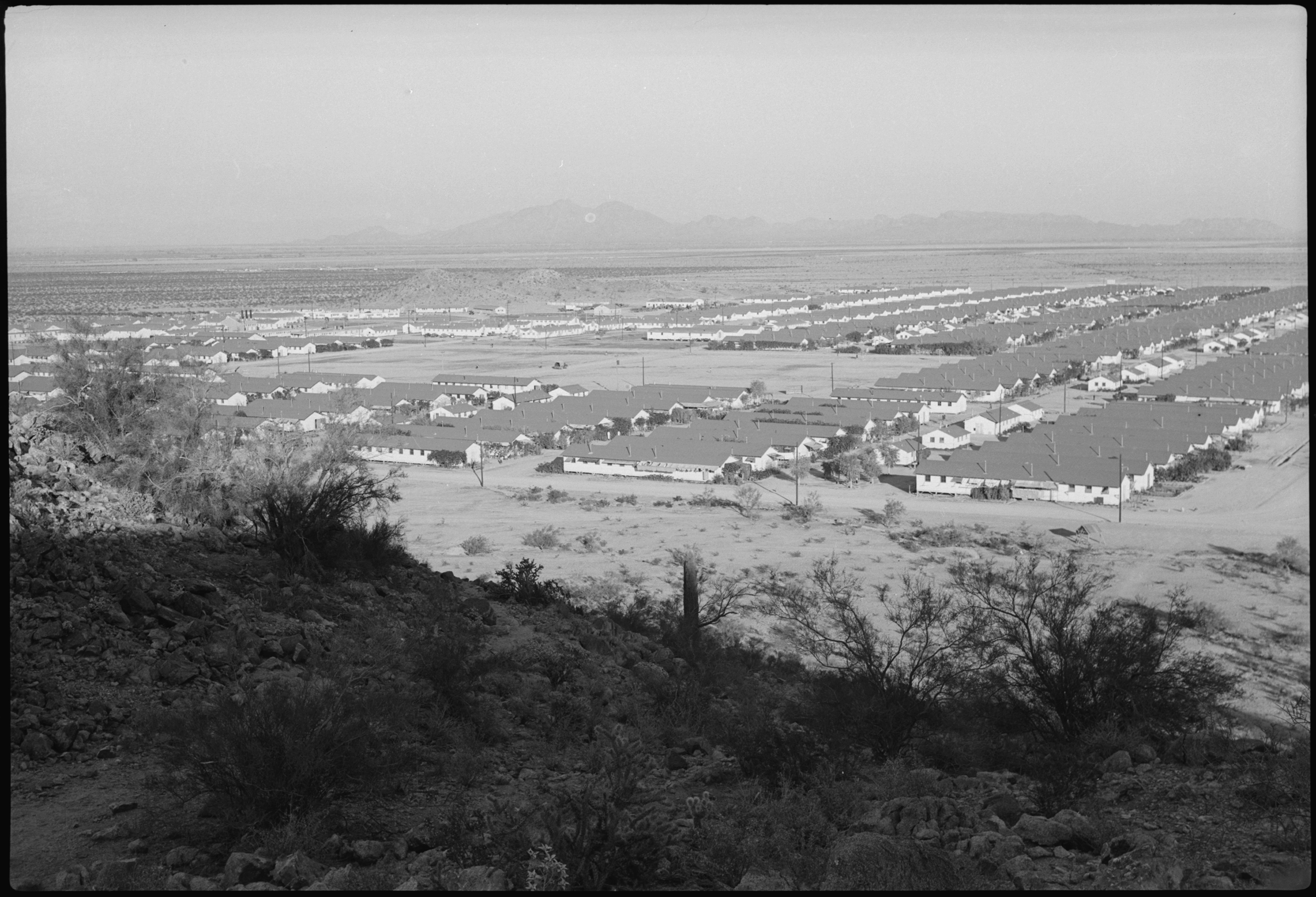
ヒラリバー戦争移住センターの遠景。上動画のスケッチからゼニムラ・フィールドは写真手前左か右奥にあったと推定できるが、この写真では見ることができない。

一方で銭村が移民した1900年代は黄禍論が沸き起こり日系人移民への差別感情が高まり、1913年カリフォルニア州外国人土地法や1924年排日移民法などの法律も成立する。そこへ、第二次世界大戦（太平洋戦争）が勃発、排日運動も活発となった。この頃、銭村は車の販売業を興していた。銭村の家族は、日本とつながりの強かった健一郎がスパイとして疑われるのではないかと思い、家中にあった日本に関する写真やおもちゃを急いで焼いたという。
そして日系人の強制収容が始まる。妻と次男健三と三男健四の4人（長男健次は後述）はまずフレズノ広場で一時的に、のちアリゾナ州フェニックスのヒラリバー戦争移住センターに住むことになった。
健三の証言によると、ある日健一郎・健三・健四の3人は廃材を燃やし暖を取っていたところ、荒野を眺めていた健一郎がいきなり「球場を作るぞ」と言ったという。こうして銭村親子は収容所内で野球場を作ろうとしたが、アメリカ政府側は奨励しておらず収容所内では許可しなかったため、収容所近郊に自分たちの手で造ることになった。3人で始まった球場作りに、次々と収容所内の男たちが手伝い始めた。アリゾナの荒野の上に、外野フェンス代わりにトウゴマの低木を植えたり、その木や外野用の芝生に散水するため収容所内の洗濯室から300フィート（約91.4m）の用水路を整備し、ライン用石灰の代わりに小麦粉を用いたり、と工夫をこらし、1943年3月野球場「ゼニムラ・フィールド」を建設した。
こけら落としの始球式は収容所の白人所長が務めた。ここに収容所の人たちを野球に誘い、未経験者も含め彼らを指導した。その後収容所内で野球チームは32も作られ、リーグ戦も開催された。健一郎が収容所にかけあい、白人チームとも対戦も実現した。これら一連の出来事は収容所内の日系人コミュニティの希望の一つとなった。当時同じ収容所にいたパット・モリタはコメントを残している。

### 戦後
戦後、一家でフレズノに戻る。日系人野球チームで選手兼任監督として50歳で9回までキャッチャーをやる程元気でプレーし、1955年55歳まで同チームを指揮、2世リーグのチャンピオンに2度輝いている。
1953年次男健三・三男健四と光吉勉の3人は広島カープ（現広島東洋カープ）に入団することになる。これは東洋工業（現マツダ）社長松田恒次が当時東洋工業に勤務していた長男健次を通じて、健一郎に依頼したことに始まる（詳細は銭村健四の項を参照）。健四は活躍したものの健三と光吉はダメで、特に健一郎が太鼓判を押した光吉がさっぱり活躍しなかったことから、「広島のファンに申し訳ない」合わせる顔がないという理由により健一郎自身が戦後の広島の地に立つことはなかった。1955年健一郎の教え子の一人である"フィーバー平山"平山智を送り出した。
1968年、交通事故により死去。フレズノの地元新聞「フレズノ・ビー」は「2世野球の主・銭村、死亡」と伝えた。健一郎の一生は野球と共にあった。フレズノ郊外の墓地の墓石には「The Dean of the Diamond（ダイヤモンドの王）」と彫られている。このダイヤモンドとは野球場を示す。
1977年11月、健一郎はフレズノ郡の委員会によって同郡のスポーツの殿堂入りを果たした。表彰額には「戦争の勃発も転住所送りも彼の愛したベースボールへの情熱の火をかき消すことはできなかった」とある。
上記ベーブ・ルースとの写真がきっかけとなり存在を見直され、アメリカ野球殿堂「バック・オニール功労賞」選定に向けた運動を2世野球研究会が中心となって起こしている。2007年、MLB.comで「A True Baseball Ambassador（真の野球大使）」として特集が組まれている。

## 備考
- 3人の息子。
  - 長男の銭村健次は、健一郎夫妻がハワイ滞在時に生まれる[8]。健次生後4ヶ月で健一郎夫妻がフレズノに戻ったため、ハワイの祖父母のもとで育てられて、7歳のとき一人だけ日本に戻され広島で育った[5][8]。千田小→旧制修道中→慶大と進学し、大戦中は海軍に志願し海軍航空隊予備生徒となり終戦を迎えた[18]。戦後は東洋工業（現マツダ）に勤務し定年までマツダに勤務した[6]。なお2人の兄弟と違い学生時代から野球ではなくサッカーをしており東洋工業サッカー部（現サンフレッチェ広島）の主力としてプレーした。上記の通り健一郎は戦後来日していないため広島にいた健次と最期まで再会することはなかった[19]。
  - 次男の銭村”ハワード”健三と三男の銭村”ハービー”健四は父に伴ってヒラリバー収容所で過ごし、共にゼニムラ・フィールドを建設した[5]。前述のとおり兄弟と光吉の3人は広島カープに入団することになるが、健四のみがカープの中心選手として活躍し1954年にはオールスターゲームにも出場している。
  - 健三の証言によると、父・健一郎が40代の頃でも2人の息子は敵わなかったという[1]。1984年11月10日、健一郎17回忌の法要がフレズノで行われ、マツダを定年退職した健次夫妻らが集まったが、やはり健一郎の想い出話といえば野球が中心だったという[6]。

- ゼニムラ・フィールドの話はいくつかのメディアで紹介されている。
  - 日本では「日系人のフィールド・オブ・ドリームス」として紹介されている[5][20]。なお、ゼニムラ・フィールド跡地は現在オリーブ畑となっている[5]。
  - 2007年、銭村親子がモデルとなった映画『アメリカンパスタイム 俺たちの星条旗』が公開され[12]、健一郎がモデルとなったカズ・ノムラ役を、これがハリウッドデビューとなる中村雅俊が演じている。
  - 2013年3月8日、ゼニムラ・フィールド70周年記念として、アリゾナでオープン戦オークランド・アスレチックス対シアトル・マリナーズが行われ、当時収容されていた次男・健三を含めた3人の日系人野球選手が始球式を行っている。この際、健三はアスレチックス所属の中島裕之と岡島秀樹との対面を果たしている[21]。

## 参考資料
- 池井優『ハロー、マニエル、元気かい プロ野球外人選手列伝②』創隆社、1985年11月。
- （英語）Zenimura a true baseball ambassador - 2007年10月5日付MLB.com
- 『Kenichi Zenimura, Japanese American Baseball Pioneer』Staples Bill Jr. 著、Mcfarland & Co Inc Pub発行、2011年7月刊、ISBN 0786461349
  - （英語）Kenichi Zenimura, Japanese American Baseball Pioneer - 著者が運営するブログ